# Kościół Świętego Krzyża w Puszynie
Kościół Świętego Krzyża – Kościół filialny w miejscowości Puszyna, w gminie Korfantów, należący do parafii pod wezwaniem Trójcy Świętej w Korfantowie, w Dekanacie Niemodlin.